# 民宿

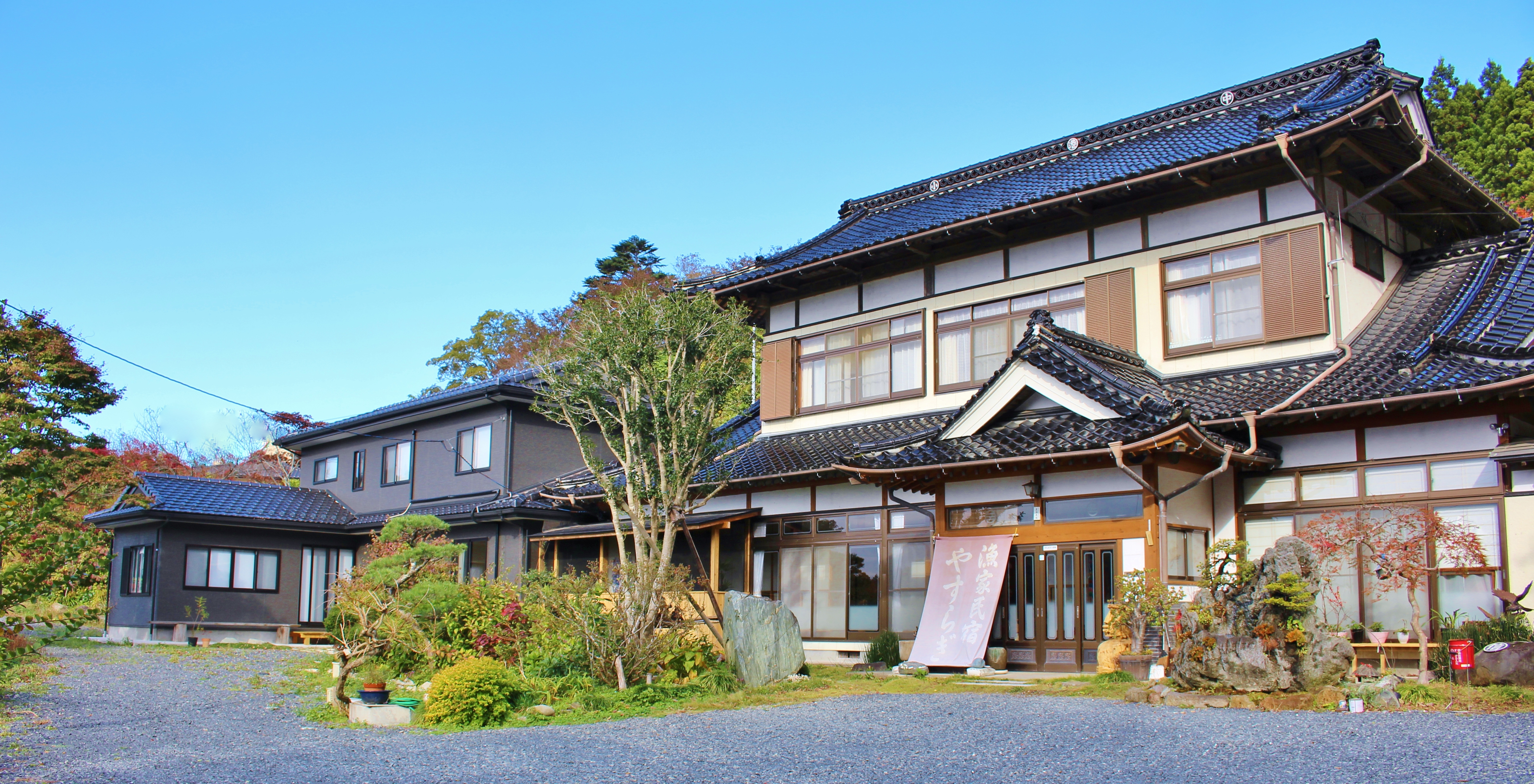
南三陸町 漁家民宿 やすらぎ

民宿（みんしゅく）は主に民間が運営する、多くの場合小規模かつ、客室が和室であるなど設備が主に和式である宿泊施設のこと。観光・レジャーによる利用を主体とし、多くは家族単位での経営である。
旅館業法の分類では施設基準により、簡易宿所営業の許可を取得していることが多い。なお、日本の法体系上「民宿」という用語が出てくるのは、農山漁村余暇法2条5項で「農林漁業体験民宿業」が定義された1994年が最初である。これを引用する形で2003年には旅館業法が全国的に規制緩和され、農林漁業者が営む農林漁業体験民宿は客室延床面積が33平方メートルに満たなくても簡易宿所営業が許可されるようになった。近年では、この規制緩和を利用した小規模な農林漁家民宿が急増している。

## 概要

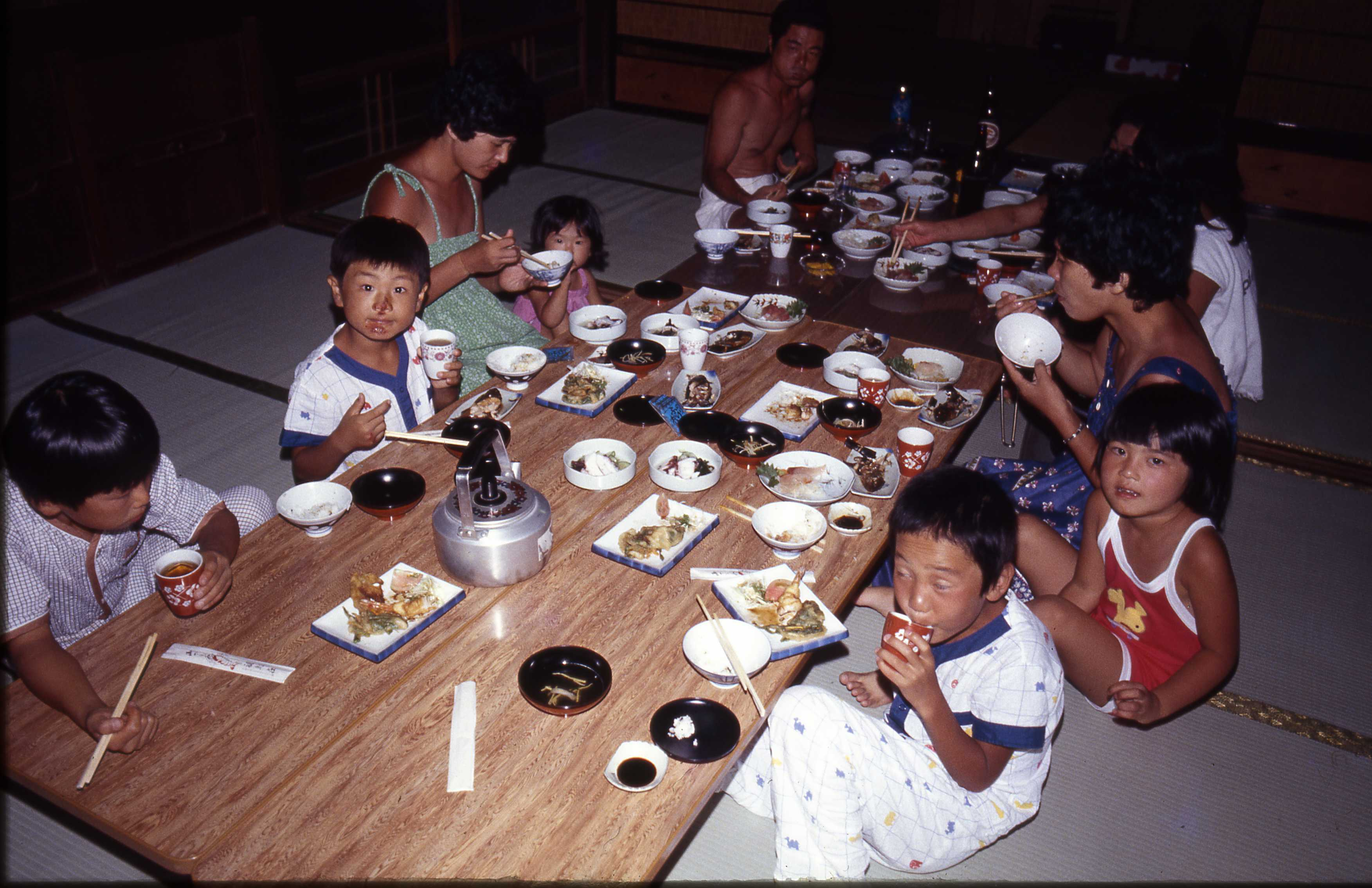
日本の家族、当時の淡路島の民宿（1980年）

現在では旅館との区別があいまいになってきた民宿だが、本来は今でいう民泊のように民家や使用していない小屋の一室を利用し客を宿泊させたのが民宿の始まりである。
本来は農家や漁業者等の地方民家の一室を、スキー客や海水浴客など旅行者の宿泊に提供した、自宅開放型の宿泊施設が民宿である。このため寝室を除き、廊下・風呂・便所などの宿泊客の利用する共有部分は、民家で生活する経営者とその家族との共有施設となっていた。
現在では、宿泊者への配慮（プライバシーや衛生面など）から、経営者家族の住居部分と分離されている施設がほとんどを占める。
旧来、経営者は農業や漁業等との兼業で宿泊施設経営を専業としていないことが多かったが、近年では専業とするものが一般的に見られる。また、旅行者だけではなく、工業地帯では各地を転々とする「とび職」などを工事完成までの数日間、専門に泊める民宿もある。ただ、民宿として専業化したところでも、寝具の設営や収納がセルフサービスであったり、歯ブラシやタオル、櫛などといったアメニティグッズのサービスがない点などは、旅館やホテルとは異なる。  
地方にある家庭の一室に泊まるような、家庭的で素朴な接客サービスをセールスポイントにしているところが多く、宿泊料金も低価格に抑えているところが多い。
旅館のうち、駅前旅館等の商人宿は比較的小規模であり、家族単位での経営が多い点で民宿と類似するが、あくまでもビジネス利用主体であり、市街地に立地することが多いが、民宿はより小規模かつ行楽利用主体であり、市街地から離れた場所に立地することが多い。
また、旅館やホテル等と同様に2人以上のグループや家族、または1人で1部屋を使用する形態が一般的であるが、相部屋主体の民宿もある。
日本以外、韓国（下記「民泊」も参照）や台湾の観光地九份なども民宿が多い。

## 近年の民宿
家族単位で経営を行うことができるため、兼業でなく旅館業が専業であっても民宿を名乗るケースが多い。
ちなみに旅館とペンションとの区別については、一般的に以下のようになっている。
|              | 旅館               | ペンション       |
| ------------ | ------------------ | ---------------- |
| 施設         | 大規模または中規模 | 小規模           |
| 客室等の設備 | 主に和式           | 主に洋式         |
| 食事         | 米飯など和食主体   | パンなど洋食主体 |

一方で、旅館とペンションなどとの区分は曖昧になっており、実質上ほとんど同じ施設・運営形態で家族単位での経営であっても、「民宿」を称する場合、「旅館」を称する場合、「ペンション」を称する場合のいずれもある。
兼業の場合は先述の通り、農家や漁師などが運営する施設が多く、食事で供する料理に用いる野菜や山菜、魚などの食材は農業・漁業等で調達している場合が多く、それをセールスポイントとしている。この場合、市場などの流通機構を通さずに食材を直接調達でき、低コストとなる上に、新鮮な食材による料理を宿泊客に供することもでき、事業者と宿泊客双方の利益に適っているためである。 これらの食事を提供するために板前やシェフがいる業者も多い。また、海水浴場や釣り場近くの業者では、客の持ち込み素材（魚介類等）をその場で調理してくれるところもある。   
専業の場合は、独自の流通経路などを持ち、比較的低価格で高品質の食材を用いた食事をセールスポイントにしている事業者も見受けられる。

### 建替えによる規模の拡大
旧来の民宿は農家、漁業者などの自宅を改造した物が大半であったが、以前からの建物を改築しなおす際に、宿泊客専用の温泉付き浴場を設置するなど、より大規模な旅館同様の施設に建て替えることも多々ある。しかし施設の水準は、旅館とほぼ同様で旧来より高水準となるほか、ソフト面でのサービスでは、家庭的で素朴な接客が以前同様に行なえるため、旧来から馴染んできた固定客のイメージを損なわないために「民宿」を名乗っているところも多い。このため、近年では修学旅行など大人数が宿泊でき旅館業法上も旅館営業となるなど、実質上旅館と全く同じ形態に変わりながらも、名称に「民宿」を用い続ける施設も増えている。

### 旅行会社との契約
民宿の場合、旅行会社と契約していないケースが多い。これは、旅行会社との契約において宿泊の斡旋があった場合、宿泊料に斡旋料を上乗せしなくてはならず、旅行会社によっては20%を上回る斡旋料がかかる。このためセールスポイントである安価なサービスが提供しにくいことと、旧来の固定客が多い民宿が多いため斡旋を必要としないのである。このため、民宿、旅館などを探す際には旅行会社を通すよりも直接、地域の旅館組合や観光協会などを通すか民宿に直接問い合わせる方が宿泊料金が安価に済むか、料理などの内容が高水準になる場合が多い。

### 旅人宿
一人旅等の旅行者がより低価格で宿泊できるよう、男女別相部屋（ドミトリー）を基本に営業している民宿もある。その場合は実質的にユースホステルとほぼ同じ形態で、宿泊料金も同程度であり、ユースホステルとの区別はユースホステル協会と契約しているか否かに過ぎず、宿泊客用の寝室内に二段ベッドを備えている施設もある。また、複数の相部屋主体の民宿が共同でグループを結成し、そのようなグループが加盟する各民宿の情報を掲載した情報誌を発行・販売する例もある（例：とほネットワーク旅人宿の会、その情報誌「とほ」（加盟する民宿を「とほ宿」と称する））。そのような民宿は1980年代から北海道や信州などで開業が増えた。1980年代前半以前には、20代後半以上の旅行者にとって、当時20代前半以下の年齢層中心だったユースホステルを心理的に利用しづらかったため、比較的年配の旅行者が消灯時間などについてユースホステルより緩やかな規律で、かつてユースホステルでは多くの場合禁止されていた飲酒も楽しみつつも、ユースホステルに似た雰囲気を楽しんで宿泊できる趣旨で開業した宿もある。そのような相部屋主体の民宿を指す語として「旅人宿」の語があるが、かつては「ユース民宿」の語も使われた。1990年代初めまでそのような民宿は、ユースホステルに比べて利用者の年齢層がやや高かったが、ユースホステルの利用者が高齢化したことで、現在ではそのような民宿とユースホステルで年齢層に差が見られない。また、1990年代以降ではほとんどのユースホステルで飲酒が可能となるなど規律が緩やかとなった結果、さらにユースホステルとの差異が僅差となったといえる。一方、そのような民宿がユースホステル協会との契約でユースホステルに移行する例もあるほか、ユースホステルだった施設が協会との契約を解約し、運営形態を変えないまま相部屋主体の民宿に移行した例もある。